# Двое держатся (за талит)
Двое держатся (за талит) — название первой главы трактата «Бава Меция» Вавилонского Талмуда. Глава посвящена разбору юридических вопросов связанных с установлением прав на находку.

## Структура главы
Глава «Двое держатся» включает в себя 8 мишнаёт (ивр. משניות‎)

## Исходная ситуация
Два человека предстали перед судом, держась за талит (вид верхней одежды). Каждый утверждает, что именно он нашёл талит и он весь принадлежит ему. Постановление мишны: каждый из претендентов даст клятву о том, что ему принадлежит не менее половины талита, после чего они делят его поровну (разрезав пополам или продав и разделив выручку). В ситуации, когда один человек претендует лишь на половину талита, а второй на весь талит целиком, первый даёт клятву о том, что ему принадлежит не менее четверти талита, а второй, что ему принадлежит не менее трёх четвертей талита, после чего они делят его в указанной пропорции.
Тот же закон действует и в том случае если два человека предстали перед судом верхом на скотине, на которую они оба претендуют, или же один сидит на ней верхом, а другой ведёт её под уздцы (в этом случае необходимо продать скотину и поделить деньги).